# Risky Business (colonna sonora)
Risky Business è un album pubblicato nel 1984 dal gruppo tedesco di musica elettronica, i Tangerine Dream. Esso è la colonna sonora dell'omonimo film diretto da Paul Brickman.

## Il disco
La colonna sonora, benché pubblicata sotto il nome di Tangerine Dream, è composta da brani di artisti vari e contiene brani molto noti, quali In the Air Tonight di Phil Collins ed Old Time Rock and Roll di Bob Seger, mentre il gruppo tedesco ha composto solamente cinque brani, basandosi su materiale proveniente dagli album Force Majeure del 1979 e Exit del 1981. Infatti, il brano Lana è un remix di Force Majeure mentre No Future (Get Off the Babysitter) è un estratto dal pezzo Exit contenuto nell'omonimo album.
Gli unici brani composti appositamente per la pellicola sono The Dream Is Always the Same, Guido the Killer Pimp e Love On a Real Train. Quest'ultimo è uno dei brani più famosi dei Tangerine Dream insieme a White Eagle e Choronzon.

## Lista delle tracce
1. Old Time Rock and Roll (Bob Seger) - 3:16
2. The Dream Is Always the Same (Tangerine Dream) - 3:42
3. No Future (Get Off the Babysitter) (Tangerine Dream) - 2:00
4. Guido The Killer Pimp (Tangerine Dream) -	4:18
5. Lana (Tangerine Dream) - 3:51
6. Mannish Boy (I'm a Man) (Muddy Waters) - 4:02
7. The Pump (Jeff Beck) - 5:44
8. D.M.S.R. (Prince) - 5:05
9. After the Fall (Journey) - 4:20
10. In the Air Tonight (Phil Collins) - 5:26
11. Love On a Real Train (Risky Business) (Tangerine Dream) - 3:59

## Formazione
- Edgar Froese: sintetizzatori, tastiere, chitarra elettrica in Lana.
- Christopher Franke: sintetizzatori, tastiere, drum machine.
- Johannes Schmoelling: sintetizzatori, tastiere.
- Klaus Krieger: batteria in Lana.

## Fonte
- http://www.voices-in-the-net.de/risky_business.htm